# Jung R 30 C
Als Typenreihe Jung R 30 C wurden dreiachsige Lokomotiven der Lokomotivfabrik Jung bezeichnet, die in elf Exemplaren zwischen 1956 und 1962 hergestellt und im mittleren Rangier- und leichten Güterzugdienst eingesetzt wurden.
Die Typenreihe ist zusammen mit der Jung R 30 B entwickelt worden und ist deren dreiachsige Version für geringere Achslasten. Die beiden Versionen sind die am meisten verkauften Typen von Lokomotiven für private Unternehmen von Jung. Einige Lokomotiven der Reihe sind erhalten geblieben.

## Geschichte
Zusammen mit der Jung R 30 B entstand eine dreiachsige Type in gleicher Konfiguration für Strecken mit weniger belastbarem Oberbau. Bis auf die Anordnung der Kraftübertragung und der Achsgruppe war diese Type ähnlich der zweiachsigen Jung-Lokomotive.
Von den elf gefertigten Exemplaren wurden auf Kundenwunsch vier verschiedene Varianten mit unterschiedlichen Abmaßen und Maschinenanlage ausgeführt. Bis 1962 wurden geliefert:
- zwei Lokomotiven an die Merzig-Büschfelder Eisenbahn (MBE)
- zwei Lokomotiven an die Deutsche Bundespost
- je eine Lokomotive an
  - die Kleinbahn Bossel–Blankenstein
  - die Birkenfelder Eisenbahn
  - die Kleinbahn Bad Zwischenahn–Edewechterdamm und
  - die Dynamit AG.

- Je eine Lokomotive wurden in die Schweiz und an Lollandsbanen nach Dänemark verkauft.[1]
- die elfte Lokomotive wurde auf Vorrat gebaut, zeitweise an die MBE und anschließend in die Schweiz vermietet und schließlich an die Verden-Walsroder Eisenbahn verkauft.

## Technik
Die Lokomotive besitzt einen Vorbau für die Maschinenanlage und ein dahinter liegendes Führerhaus. Der Vorbau ist nach vorn abgeschrägt, um die Streckensicht für den Lokführer zu verbessern. Die Lokomotiven haben vorwiegend glatte Flächen bei den Vorbauten und Abrundungen in den Ecken, was die Fertigung vereinfacht.
Unterschiedlich waren die Maschinenanlagen, wo nach Kundenwunsch vier verschiedene Motoren mit unterschiedlichen Leistungen angeboten wurden. Um das Reibungsgewicht zu beeinflussen, wurden den Fahrzeugen Ballastgewichte von 2,2 bis 5,4 Tonnen beigegeben. Beim Dieselmotor wurde auf einen Sechszylinder-Viertakt-Dieselmotor von MAN zurückgegriffen, beim Strömungsgetriebe auf die Variante von Voith.
Der wesentliche Unterschied bei der Kraftübertragung zur zweiachsigen Variante war die Anordnung des Strömungsgetriebes unter dem Führerhausboden. Über ein optionales Stufengetriebe mit Strecken- und Rangiergang sowie dem Wendegetriebe wurde die außerhalb der Achsgruppe liegende Blindwelle angetrieben, die über Treib- und Kuppelstangen die Achsen antrieb. Die Höchstgeschwindigkeit der Lok war mit 60 km/h angegeben.

## Einsatz
Zum Stand 2020 sind die Hälfte aller gefertigten Maschinen noch vorhanden.

### Birkenfelder Eisenbahn
Die Lokomotive wurde 1956 an die Birkenfelder Eisenbahn ausgeliefert und versah hier den Rangier- und Streckendienst. 1992 wurde sie von der Hochwaldbahn übernommen. Die Lokomotive wird als Museumslokomotive geführt und ist im Bahnbetriebswerk Krefeld beheimatet, der letzte Datenbankeintrag datiert allerdings aus dem Jahr 2013.

### Merzig-Büschfelder Eisenbahn
1959 wurden zwei Lokomotiven an die Merzig-Büschfelder Eisenbahn geliefert, die die Bezeichnung MBE 51 und 52 trugen. 1965 wurde noch eine auf Vorrat gebaute Maschine angemietet, die 1969 an einen Privatkunden in der Schweiz verkauft wurde. Die beiden ersten Lokomotiven sind noch vorhanden.
Die 51 wurde 1989 dem Museums-Eisenbahn-Club Losheim übergeben und trägt im deutschen Fahrzeugeinstellungsregister die Nummer 98 80 3941 003-6 D-MEL. Die Lokomotive ist betriebsbereit. Die 52 wurde als Ersatzteilspender übernommen.

### Lollandsbanen LJ M 12 / Regionstog RTOG M 12
1957 erwarb die Lollandsbane die Lokomotive mit der Baunummer 12745. In der Liste der Motorlokomotiver dieser Gesellschaft erhielt sie die nächste freie Nummer 12. Sie hat einen Motor mit 225 PS, eine Dienstmasse von 36 t, eine Gesamtlänge über Puffer von 8,37 m und einen Achsabstand von 1,5 m + 1,5 m. 1979 wurde sie generalüberholt und mit einem Design-Anstrich versehen.
Im Rahmen der Fusion von Vestsjællands Lokalbaner A/S, Lollandsbanen A/S und Østbanen zu Regionstog wurden alle Fahrzeuge, darunter die LM 12, der Vorgängergesellschaften auf Regionstog übertragen. Dabei änderte sich die Gesellschaftbezeichnung von LM in RTOG. 2012 wurde die Lokomotive dem Dansk Jernbane Klub für die Museumsbahn Maribo–Bandholm zum 50-jährigen Jubiläum geschenkt. 2020 ist sie abgestellt.